# مدرسة الآصفية
مدرسة الآصفية من مدارس بغداد الأثرية، وجامع الآصفية من مساجد بغداد القديمة ويقع قرب رأس الجسر القديم المطل على نهر دجلة.

## آراء في صاحب الضريح

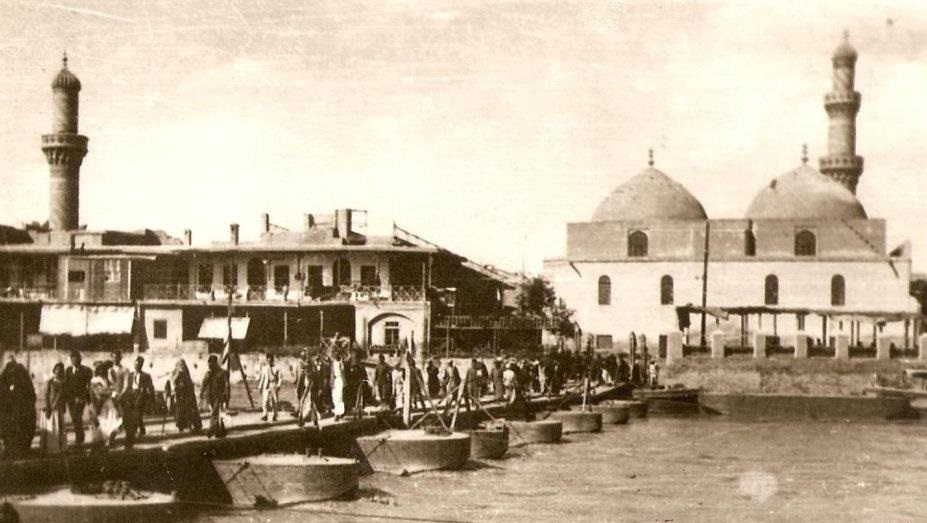
جامع الآصفية سنة 1930

يوجد داخل هذا الجامع قبر يقع عن شمال الداخل في الرواق في سرب من الأرض عقدت عليه قبة موازية لأرض المسجد في غاية من الأتقان والرصانة وهناك جدل حول صاحب الضريح وأدلى فيه العلماء من الاقدمين والمحدثين بدلوهم حول شخصية الضريح، وقد أشتهر بين الناس إن قبر الدفين هو العالم الزاهد الحارث المحاسبي، وكان بصري الأصل ثم أقام في بغداد، وتوفي سنة 243هـ، ولكن من طائفة الشيعة الإمامية من يقول إنه قبر محمد بن يعقوب الكليني، وهو من علماء الشيعة الإمامية ورواة حديثهم وكلا القولين لم يصح لهُ سند ولا أثر ولا سيما القول الثاني فإنه بعيد عن الحقيقة، غير إن المحققين من علماء الشيعة الإمامية لم يعترفوا بذلك، بل الذي يفهم من كلام المؤرخين إنه قبر الخليفة أبو جعفر المستنصر بالله، وهو الخليفة العباسي الذي بنى المدرسة المستنصرية.
«ويرى مصطفى جواد ويتفق معه عماد عبد السلام رؤوف وآخرون انه أحد شيوخ الطريقة المولوية المتأخرين، وهو الأرجح علميا».
وكان يسمى بجامع المولى خانة أو تكية المولى خانة وقد تضعضعت عمارتهُ وتهدمت أركانهُ ثم أتخذه أصحاب الطريقة الصوفية المولوية تكية لهم، حتى جدد عمارته محمد جلبي كاتب الديوان وكاتم السر في عهد أحمد الطويل عام 1017هـ، وكانت هذه المدرسة من مرافق المدرسة المستنصرية، وجدد عمارتها الوزير داود باشا والي بغداد في عام 1242هـ/ 1826م، وسميت بالآصفية نسبة إلى داود باشا المنعوت بآصف الزمان، وجعل في الجامع مدرستين أولى وثانوية، وأقام فيه واعظاً ومدرساً ومجموعة من المؤذنين والخدم، وجعل لهم مخصصات، وبنى في الجامع مصلى كبير واسع عليهِ قبتان وبنى عند جانبها مئذنتين كساها بالحجر الملون الكاشاني، وأرخ عمارة الجامع والمدرستين الشاعر الشيخ صالح التميمي بقصيدة وهذا بيت التأريخ:
سنة 1242هـ.
وقد تصدر للتدريس في المدرسة أسعد أفندي الموصلي المدرس، ومن بعدهِ أبنه عبد الوهاب أفندي، ومن الشيوخ الذين درسوا فيها الشيخ علي بن حسين الكوتي المتوفي عام 1335هـ، وكان آخر مدرس فيها هو الشيخ عبد الجليل بن أحمد آل جميل الذي توفى عام 1377هـ / 1957م، وألغي التدريس فيها بعد ذلك ونقلت مكتبتها الأثرية إلى مكتبة الأوقاف العامة الكائنة بباب المعظم في بغداد.
وبناء القبر على هذا الوضع ينبيء إنه مشهد قبر لأحد الخلفاء إذ كان هذا الموضع مقبرة لبني العباس كما ذكر بعض المؤرخين. وكان المسجد من مرافق المدرسة ومتمماتها فمن المحتمل أن يدفن فيه باني المدرسة المذكورة بل هو الظاهر ومن البعيد أن يدفن فيهِ الإمام محمد بن يعقوب الكليني أو الزاهد الحارث المحاسبي الذي لا يملك ديناراً ولا درهماً، وكان أهل العلم والورع في ذلك العصر يتجنبون زخرفة القبور ومخالفة السنة النبوية فيها، ومن البعيد أن يصرف غير الخليفة على عمارة مرقده نحو عشرة آلاف دينار فلابد أن يكون ذلك لأحد الخلفاء.
ومن الدليل في كتب طائفة الشيعة الإمامية على ان المرقد ليس للإمام محمد بن يعقوب الكليني هو إنه توفي ببغداد سنة ثلاثمائة وتسع وعشرين وقيل ثمان وعشرين، في شعبان سنة تناثر النجوم، والمقارن لبدء الغيبة الكبرى عن عمر ناهز الثانية والسبعين. حيث قال النجاشي والشيخ الطوسي: «وصلى عليه محمد بن جعفر الحسيني أبو قيراط، ودفن بباب الكوفة في مقبرتها». قال ابن عبدون: «رأيت قبره في طريق الطائي، وعليه لوح مكتوب فيه اسمه واسم أبيه».، وهو الأصح في ذكر موقع قبر محمد بن يعقوب الكليني في مدينة الكوفة وليس في بغداد كما دلت المصادر الشيعية، ولكن بالرغم من ذلك تم تعمير القبر في جامع الآصفية عام 2014 من قبل ديوان الوقف الشيعي، وما زال الكثير من «عامة» الشيعة يعتقد إنه مرقد الكليني والكثير من «عامة» السنة من يعتقده للحارث المحاسبي.
ومن المرجح أن يكون القبر لأحد كبار علماء المدرسة المستنصرية، وقاضي القضاة، وهو عز الدين أبي محمد الحسن بن القاسم بن هبة الله النيلي، المتوفى سنة 712هـ، فإنه كان معظماً لدى سلطان عصره، محمود غازان بن أرغون بن ابقا بن هولاكو، فلما توفي دفن بدار القرآن المستنصرية، وقد ذكر أن هذه الدار هي أصل تكية المولوية، التي حولها داود باشا إلى جامع الآصفية.